# 포트 베일 FC
포트 베일 FC(Port Vale Football Club)는 잉글랜드 스태퍼드셔주 스토크온트렌트 버슬렘(Burslem)을 연고로 하는 축구 클럽이다.
포트 베일 FC는 구단명에 지리명이 들어가지 않는 몇몇의 잉글랜드 구단 중 하나로 트렌트 머시 운하에 있는 밸리항의 이름을 따서 구단명을 지었다.
또한 구단 역사를 통틀어 단 한번도 1부 리그에 오르지 못했으며 잉글리시 풋볼 리그에서 109시즌을 치르며 잉글랜드 클럽 중 가장 많은 시즌을 치른 기록을 가지고 있으며 그 중 2부 리그에서 41시즌을 보냈다.
구단의 전통적인 라이벌은 스토크 시티로 두 구단의 경기를 포트리스 더비라고 부른다.

## 성적
- 풋볼 리그 1(풋볼 리그 3부 시대 포함) 준우승 1회 (1993-94), 플레이오프 우승 1회 (1988-89)
- 풋볼 리그 3부 북부 리그 우승 2회 (1929-30, 1953-54), 준우승 1회 (1952-53)
- 풋볼 리그 2(풋볼 리그 4부 시대 포함) 우승 1회 (1958-59), 3위 1회 (1982-83), 4위 2회 (1969-70, 1985-86)
- 스태퍼드셔 시니어 컵 우승 2회 (1920, 2001), 준우승 2회 (1900, 2010)
- 버밍엄 시니어 컵 우승 1회 (1913), 준우승 3회 (1899, 1900, 1914)
- 앵글로-이탈리안컵 준우승 1회 (1996)
- 데버넘스 컵 준우승 1회 (1977)
- 풋볼 리그 트로피 우승 2회 (1993, 2001)

## 선수 명단

### 현역
참고: FIFA 자격 규정에 따라 소속된 국가대표팀 국기를 표시합니다. 선수는 복수의 FIFA 비회원국 국적을 가지고 있을 수 있습니다.
| 번호 | 포지션 | 국적       | 이름          |
| ---- | ------ | ---------- | ------------- |
| 7    | MF     | 스코틀랜드 | 조지 바이어스 |

| 번호 | 포지션 | 국적   | 이름        |
| ---- | ------ | ------ | ----------- |
| 27   | MF     | 웨일스 | 핀 애쉬워스 |